# メタルヘッド (映画)
『メタルヘッド』（原題: Hesher）は、2011年のアメリカ映画。
いかれた青年の出現に影響される人々を描いたヒューマンドラマ、ブラックコメディ。
映像作家のスペンサー・サッサーの初監督作品でもあり、ジョセフ・ゴードン＝レヴィットが主演したほか、ナタリー・ポートマンが出演し、製作にも携わった。

## ストーリー
自動車事故によって母を失った少年T.J.は、未だにその悲しみから立ち直れずにいた。それはT.J.の父であるポールも同様だった。そんなある日、彼らの目の前に突然ヘッシャーと名乗る男性が現れ、祖母のマデリンの家に住みついてしまう。下品で粗暴なヘッシャーは、ヘヴィメタルを大音量で流しながら、目的のない破壊行動をただただ繰り返していく。T.J.はヘッシャーの存在を迷惑に思っていたが、やがて気持ちに変化が生じる。

## 登場人物
ヘッシャー
演 - ジョセフ・ゴードン＝レヴィット、日本語吹替 - 桐本琢也
物語の主人公。長髪と髭が特徴で身体に落書きの様なタトゥーをしている。T.J.が廃墟の窓に石を投げつけた事がきっかけで彼と出会う。その行動は破天荒であり、T.J.をいじめたダスティンの車をガソリンを撒いて燃やしたり、新築に不法侵入したり、マデリンの家を勝手に住み着いたりするなどやりたい放題している。しかし、誰も相手して貰えないマデリンを心配したり、T.J.を置き去りにしてしまった事を素直に謝ったり、ニコールがぶつけてしまった運転手に「そっちからぶつけた」と喧嘩を売りニコールを助けたりするなど優しい一面を持つ。物語の最後にはTJとポールとある行動に出る。
T.J.・フォーニー
演 - デヴィン・ブロシュー、日本語吹替 - 亀井芳子
もう一人の主人公。物語の初めに亡くなった母の愛車を追いかけていた。ダスティンからいじめられているが、偶然助けてくれたニコールに淡い恋心をいただき、彼女の働くスーパーで遠くから見つめるようになる。ひょんなことから知り合ったヘッシャーに興味を抱くものの、勝手に家に居候され迷惑に感じるが、ヘッシャーとニコールと行動をともにする内に、ヘッシャーという人間を少しずつ理解するようになる。心優しい少年で、駐車違反金が払えず困っているニコールに、父のカードから現金を引き出し渡そうとする。ところがニコールの家に着くと、ヘッシャーと彼女のセックスシーンを目撃し、二人を拒絶する。修理工場から母の車が消えると、アルバイトをしているダスティン宅に侵入し、車の在り処を聞きだそうと脅すが、返り討ちにあっているところをヘッシャーに救われる。
ニコール
演 - ナタリー・ポートマン、日本語吹替 - 坂本真綾
スーパーマーケットのレジ係。駐車場でいじめられているT.J.を助ける。眼鏡をかけた地味な風貌から、T.J.やダスティンにオバサン呼ばわりされる。T.J.が自分に恋心があることに気づきながらも、ヘッシャーとセックスしているところを目撃され、T.J.の心を深く傷つけてしまう。
ポール・フォーニー
演 - レイン・ウィルソン、日本語吹替 - 岩崎ひろし
T.J.の父であり、マデリンの息子。2か月前に妻を亡くして職を辞め、マデリンの家に住み着き、引きこもるようになった。また、自身の妻の車を廃車に出した張本人である。T.J.にカウンセラーを連れて行くなどどこか頼りない性格であるが、カウンセリングに行かなかったT.J.を叱ったり、T.J.に掴みかかったヘッシャーに怒りを露にし、T.J.を助けるなど父らしい一面を持つ。物語の最後にヘッシャーとT.J.とある行動に出る。
マデリン・フォーニー
演 - パイパー・ローリー、日本語吹替 - 翠準子
ポールの母でT.J.の祖母。少し認知症気味であり、突然現れたヘッシャーの存在にも動じず、むしろ良き話し相手となる。毎朝の散歩を楽しみにしており、ヘッシャーと共に散歩に行く約束をするが、出かける前にクローゼットの前で息を引き取る。
ラリー
演 - ジョン・キャロル・リンチ、日本語吹替 -　
自動車修理工場のオーナー。母が亡くなった際の事故車を引き取りたいと、T.J.に何度も迫られるが追い払う。
ダスティン
演 - ブレンダン・ヒル
T.J.のいじめっ子。ラリーの修理工場でアルバイトをしている。ことあるごとにT.J.をいじめるが、最後は助けに入ったヘッシャーにペンチで唇を切られる。

## スタッフ
- 監督 = スペンサー・サッサー（英語版）
- 脚本 = スペンサー・サッサー、デヴィッド・ミショッド
- 原作 = ブライアン・チャールズ・フランク
- 製作 = ルーシー・クーパー、マシュー・ウィーヴァー、スコット・プリサンド、ナタリー・ポートマン、スペンサー・サッサー、ジョニー・リン、ウィン・シェリダン
- 製作総指揮 = ジョナサン・ウェイスガル、ウェイン・チャン、アネット・サヴィッチ、エイリーン・ケシシアン、スコット・アームストロング、ラヴィ・ナンダン、マーク・ベル、マイケル・ロバン、ジェリー・フラックマン、ピーター・フラックマン、イアン・フラックマン、スコット・クルージ
- 音楽 = フランソワ・テータ
- 撮影 = モーガン・ピエール・サッサー
- 編集 = マイケル・マカスカー、スペンサー・サッサー

## 評価
監督のスペンサー・サッサーは、フィラデルフィア映画祭で初監督賞を受賞した。